# Horb
Horb (1904-ben magyarosított nevén Dombostelep), ukránul: Горб [Horb]) település Ukrajnában, Kárpátalján, a Huszti járásban.

## Fekvése
Alsókalocsa mellett, a Kalocsa-patak és a Talabor találkozásánál fekvő település.

## Története
Az üldöztetések elől elmenekült emberek leszármazottai által alapított település.

## Nevezetességek
- görögkatolikus fatemploma -  1795-ben a Szentlélek tiszteletére épült.

A bojkó típusú templom hármas tagolású keletelt épület, melynek egyenes záródású szentélye keskenyebb az előtér és a hajó együttesénél. Az előtérhez a déli oldalról faragott oszlopos tornác csatlakozik. Meredek, kettes tetőzetén a hármas osztódást hagymakupolás huszártornyok emelik ki. Az előtér felett emelkedik a zsindelyezett, barokk torony. A torony négy részre tagolt, hagymakupolás.
A belső tér értékesebb ikonjainak egy része az ungvári skanzenben található. A templomot 1969–1970-ben a mellette lévő kétszintes haranglábbal együtt restaurálták.
A templomban ma Falutörténeti Múzeum működik, ahol Mikola Suhaj betyár és Ivan Olbracht cseh író emlékét ápolják.